# Huỳnh Phúc Hiệp
Huỳnh Phúc Hiệp (né le 12 avril 1988 à Gò Công au Viêt Nam) est un footballeur international vietnamien, qui évolue au poste d'attaquant.

## Biographie

### Carrière en sélection
Huỳnh Phúc Hiệp reçoit deux sélections en équipe du Viêt Nam lors de l'année 2007.
Il participe avec cette équipe à la Coupe d'Asie des nations 2007. Lors de cette compétition, il joue un match contre les Émirats arabes unis.

## Palmarès
Hô Chi Minh-Ville
- Championnat du Viêt Nam (1) :
  - Champion : 2011.